# NGC 5440
NGC 5440 é uma galáxia espiral (Sa) localizada na direcção da constelação de Canes Venatici. Possui uma declinação de +34° 45' 24" e uma ascensão recta de 14 horas, 03 minutos e 00,6 segundos.
A galáxia NGC 5440 foi descoberta em 1 de Maio de 1785 por William Herschel.